# Голтрі (Оклахома)
Голтрі (англ. Goltry) — місто (англ. town) в США, в окрузі Алфалфа штату Оклахома. Населення — 251 особа (2020).

## Географія
Голтрі розташоване за координатами 36°31′55″ пн. ш. 98°9′5″ зх. д. / 36.53194° пн. ш. 98.15139° зх. д. (36.531899, -98.151391).  За даними Бюро перепису населення США в 2010 році місто мало площу 0,97 км², уся площа — суходіл.

## Демографія
Згідно з переписом 2010 року, у місті мешкало 249 осіб у 107 домогосподарствах у складі 66 родин. Густота населення становила 256 осіб/км².  Було 138 помешкань (142/км²).
Расовий склад населення:
| - 94,4 % — білих - 2,4 % — корінних американців - 0,4 % — чорних або афроамериканців |

До двох чи більше рас належало 2,8 %. Частка іспаномовних становила 0,4 % від усіх жителів.
За віковим діапазоном населення розподілялося таким чином: 24,5 % — особи молодші 18 років, 56,2 % — особи у віці 18—64 років, 19,3 % — особи у віці 65 років та старші. Медіана віку мешканця становила 43,6 року. На 100 осіб жіночої статі у місті припадало 84,4 чоловіків;  на 100 жінок у віці від 18 років та старших — 84,3 чоловіків також старших 18 років.
Середній дохід на одне домашнє господарство  становив 58 770 доларів США (медіана — 54 375), а середній дохід на одну сім'ю — 66 989 доларів (медіана — 61 563). Медіана доходів становила 42 500 доларів для чоловіків та 21 667 доларів для жінок. За межею бідності перебувало 14,2 % осіб, у тому числі 36,7 % дітей у віці до 18 років та 2,1 % осіб у віці 65 років та старших.
Цивільне працевлаштоване населення становило 83 особи. Основні галузі зайнятості: транспорт — 18,1 %, сільське господарство, лісництво, риболовля — 16,9 %, освіта, охорона здоров'я та соціальна допомога — 15,7 %.